# Witney
Witney è una cittadina di 27 522 abitanti situata nella contea dell'Oxfordshire, Inghilterra, 19,2 km ad ovest di Oxford.

## Architettura
Durante gli ultimi anni Witney si è espansa rapidamente (anche grazie alla costruzione del complesso residenziale "Madley Park", il quale include un nuovo centro commerciale), tuttavia, le sue caratteristiche tradizionali, tipiche delle "Market Town" dislocate attorno ai Cotswolds, sono state preservate. Il mercato comunale di Witney risale al Medioevo ed ha luogo nella piazza principale (sulla High Street) ogni settimana. Nella stessa piazza si può ammirare ancora una delle costruzioni più popolari della cittadina: la Buttercross, così chiamata a motivo del fatto che diversa gente, proveniente dalle località circostanti, si riuniva li per comprare burro (in inglese appunto "butter") e uova. Pur avendo un orologio, questa costruzione è di origini medievali (infatti l'orologio venne aggiunto soltanto nel 1683). Tradizionalmente, il mercato comunale avviene ogni giovedì e, più di recente, anche di sabato. Un'altra pietra miliare dell'architettura locale è la chiesa parrocchiale di St Mary, la quale fu costruita nel tredicesimo secolo. Nella Contea, la chiesa di St Mary è uno dei classici esempi di chiese associate al mercato della lana. Più a nord, sulla stessa High Street, ha anche sede una caratteristica cappella Metodista.
Il palazzo comunale fu costruito intorno al diciassettesimo secolo e, stando ad una leggenda del luogo, fu progettato da Sir Christopher Wren. Tuttavia, questa leggenda non è riscontrabile nella realtà. La West End (in italiano "lato a ovest"), sulla strada per Hailey, è una delle strade più antiche e meglio conservate in tutta la Gran Bretagna e fu di ispirazione per la canzone Just an Old Fashioned House in an Old Fashioned Street. Pur essendo in realtà a nord della cittadina, il nome "West End" deriva dal fatto che molti anni fa, prima che Witney raggiungesse le sue dimensioni attuali, questa strada era molto più vicina ad un altro villaggio chiamato Hailey e si trovava, per l'appunto ad ovest di Hailey.

## Le lenzuola di Witney
Fino a pochi anni fa, questa piccola cittadina, è stata famosa per le sue lenzuola (prodotte fin del Medio Evo). L'acqua necessaria per la produzione delle lenzuola veniva presa del fiume Windrush. Un tempo si riteneva che le proprietà di quest'acqua, fossero il segreto dell'alta qualità di queste lenzuola. Nel suo periodo di massimo splendore, Witney contava ben cinque fabbriche di lenzuola. Ultimamente, la chiusura dell'ultima (e più grande) fabbrica, Early's, ha segnato la fine di questa attività

## Birreria
Per molti anni, Witney ha avuto una birreria, Clinch and Co.. Questa fu in seguito assorbita da Courage, la quale decise di terminare la produzione. Tuttavia, negli ultimi anni, la stessa vecchia birreria, ha ripreso la produzione ed è oggi conosciuta con il nome di Wychwood Brewery. La birra più conosciuta prodotta in questa birreria, la Hobgoblin, è oggi uno dei tanti prodotti di questa birreria.

## Musei
Witney è sede di due musei: il Cogges Manor Farm Museum, dedicato alla storia dell'agricoltura e il Witney and District Museum, il quale contiene molti artefatti e documenti riguardanti la storia del luogo.

## Località contigue
Abingdon, Bampton, Bicester, Burford, Carterton, Charlbury, Chipping Norton, Cirencester, Faringdon, Oxford, Swindon e Wantage.

## Infrastrutture e trasporti
Le tratte dei bus locali si possono trovare su:.

## Scuole
Witney ha tre scuole superiori: la Henry Box School, la Wood Green School e la Kings School.

## Gemellaggio
Witney è gemellata con:
- Unterhaching, Germania
- Le Touquet, Francia